# Lewis River (Columbia River)
Der Lewis River ist ein 153 km langer Nebenfluss des Columbia Rivers im Südwesten des US-Bundesstaates Washington. Er entwässert einen Teil der Kaskadenkette nördlich des Columbia Rivers.
Im Gegensatz zum nahegelegenen Lewis County und Fort Lewis wurde dieser Fluss nicht nach dem Entdecker Meriwether Lewis benannt, sondern nach einem Siedler namens A. Lee Lewis, der sich als einer der ersten an der Flussmündung niederließ.

## Lauf
Der Lewis River – manchmal auch North Fork Lewis River genannt – entspringt im Nordosten des Skamania Countys westlich des Mount Adams in der Kaskadenkette, etwa 120 km nordöstlich von Portland. Er fließt grob nach Südwesten durch den Gifford Pinchot National Forest in der Mitte des Skamania Countys an der südlichen Seite des Mount St. Helens vorbei. Ab hier bildet er die Grenze zwischen dem Cowlitz County im Norden und dem Clark County im Süden. Auf den letzten 15 km seines Laufes dreht er scharf nach Süden und knickt dann nach Westen, um in den Columbia River gegenüber St. Helens zu münden, etwa 24 km nördlich von Vancouver, Washington. Siedlungen liegen nur am Unterlauf: Cougar, Ariel und Woodland – alle auf dem rechten, nördlichen Ufer und damit in Cowlitz County. Im Bereich der Mündung des Lewis River liegt am Columbia River das Ridgefield National Wildlife Refuge, ein Naturschutzgebiet vom Typ eines National Wildlife Refuge unter der Verwaltung des United States Fish and Wildlife Service.
Kurz vor dem Zusammenfluss mit dem Columbia River nimmt der Fluss noch das Wasser aus dem East Fork Lewis River auf. Das Quellgebiet des East Forks liegt an der westlichen Seite des Lookout Mountains im Skamania County. An seinem westwärts gerichteten Lauf liegen im Clark County die Siedlungen Heisson und La Center sowie der Paradise Point State Park. Für den East Fork ist auch der Name South Fork Lewis River üblich.

## Stauseen an seinem Lauf
Zu Zwecken der Elektrizitätserzeugung durch Wasserkraft wird der Fluss mehrfach gestaut und bildet eine Kette von Stauseen Swift Reservoir, Yale Lake und Lake Merwin.

## Hydrographie
Im Einzugsgebiet des Lewis Rivers betreibt der United States Geological Survey mehrere Pegel.
Die jährliche durchschnittliche Abflussmenge des Lewis Rivers (1924–2006) bei Ariel, etwa 30 km oberhalb der Mündung in den Columbia River, beträgt 135 m³/s. Das Einzugsgebiet hat bis zu dieser Stelle eine Fläche von 1893 km². Die höchste beobachtete Abflussmenge waren am 22. Dezember 1933 rund 3600 m³/s, der niedrigste Durchfluss war null und wurde an mehreren Tagen zwischen dem 30. Juni und 9. Juli 1931 gemessen; die Bauarbeiten am Merwin Dam verhinderten den Abfluss.
Etwa 32 km oberhalb des Zusammenflusses mit dem Hauptarm befindet sich bei Heisson der Pegel des East Fork Lewis Rivers, dessen Einzugsgebiet bis zu dieser Stelle 324 km² umfasst. Die Aufzeichnungen dort erfolgen ununterbrochen seit dem September 1929. Die jährliche durchschnittliche Abflussmenge beträgt hier 21 m³/s. Die höchste Abflussmenge wurde am 8. Februar 1996 mit 800 m³/s beobachtet, die niedrigste gemessene Abflussmenge von 0,8 m³/s wurde am 3. November 1935 und am 27. sowie 28. September 1967 gemessen.